# A-motion
a-motion（エー・モーション）は、日本の大手レコード会社・エイベックスとUSENが開催するアーティストオーディションである。

## 概要
2005年に、第2の浜崎あゆみや倖田來未の発掘を掲げて、業務提携をしているエイベックスとUSENによって開催されることになった。
毎年冬から春にかけて開催される。また2008年からは、ダンスオーディションも開催することが決まった。

### オーディションの流れ
- 店舗予選 - 全国のUGA設置店で一次予選を行い、一次予選通過者は二次予選に進み、若干名程度が地方予選に進む。
- ブロック予選 - 二次予選通過者が各ブロックごとに分かれ、決勝大会進出の選考を行う。決勝大会進出者はエイベックス・アーティストアカデミーで厳しいレッスンを行う。
- 決勝大会 - 音楽業界関係者に審査員を迎え、最終的に優勝者が決まる。

## 歴代優勝者
- 2005年：前川紘毅
- 2006年：川上朱莉杏（JURIAN BEAT CRISIS）
- 2007年：石原杏菜
- 2008年：花村想太（Da-iCE)
- 2009年：川越咲良

### 現在の方式になる以前のグランプリ受賞者
2004年以前にもa-motionは行われていたが、現在の方式とは異なっている。
- 2004年：細田羅夢